# Comuna Perevozeț, Kaluș
Perevozeț (în ucraineană Перевозець) este o comună în raionul Kaluș, regiunea Ivano-Frankivsk, Ucraina, formată din satele Kudlativka, Pavlîkivka, Perevozeț (reședința) și Slobidka.

## Demografie
Componența lingvistică a comunei Perevozeț
     Ucraineană (99,87%)
     Alte limbi (0,08%)
Conform recensământului din 2001, majoritatea populației comunei Perevozeț era vorbitoare de ucraineană (99,87%), existând în minoritate și vorbitori de alte limbi.